# Меховиці-Великі
Меховиці-Великі (пол. Miechowice Wielkie) — село в Польщі, у гміні Ветшиховиці Тарновського повіту Малопольського воєводства.
Населення — 521 особа (2011).
У 1975-1998 роках село належало до Тарновського воєводства.

## Демографія
Демографічна структура станом на 31 березня 2011 року:
|          | Загалом | Допрацездатний вік | Працездатний вік | Постпрацездатний вік |
| -------- | ------- | ------------------ | ---------------- | -------------------- |
| Чоловіки | 258     | 52                 | 174              | 32                   |
| Жінки    | 263     | 53                 | 150              | 60                   |
| Разом    | 521     | 105                | 324              | 92                   |